# مانويل أنطونيو دي سوزا
مانويل أنطونيو دي سوزا (بالبرتغالية: Manuel António de Sousa‏) هو عسكري وشخصية أعمال برتغالي، ولد في 10 نوفمبر 1835 في Mapusa ‏ في الهند، وتوفي في 20 يناير 1892 في موزمبيق البرتغالية في البرتغال.